# Frédéric Mendy
Frédéric Mendy (Dakar, Senegal, 6 de noviembre de 1981) es un exfutbolista senegalés, naturalizado francés. Jugaba de delantero. Su último equipo fue el JA Drancy de Francia.

## Selección nacional
Ha sido internacional con la selección de fútbol de Senegal, ha jugado 36 partidos internacionales y ha anotado 6 goles.

## Clubes
| Club             | País    | Año       |
| ---------------- | ------- | --------- |
| AS Saint-Étienne | Francia | 1999-2006 |
| SC Bastia        | Francia | 2006-2009 |
| AO Kavala        | Grecia  | 2009-2010 |
| Stade Laval      | Francia | 2010-2011 |
| JA Drancy        | Francia | 2011-2013 |

## Palmarés

### Campeonatos nacionales
| Título  | Club             | País    | Año  |
| ------- | ---------------- | ------- | ---- |
| Ligue 2 | AS Saint-Étienne | Francia | 2004 |